# 利莎瑪
利莎瑪 KC MLA（1979/1980年—），加拿大政治人物，2020年起以卑詩新民主黨黨員身份擔任卑詩省議會溫哥華喜士定選區議員，2022年起出任該省律政廳長，2024年起則為該省第16任副省長。

## 生平
利莎瑪生於亞伯達省萊斯布里奇，在卑詩省內陸斯帕伍德長大。她雙親移民自印度，父親在斯帕伍德經營小生意，母親曾三度競選斯帕伍德區議會但未有當選。她從亞伯達大學法學院畢業，2005年加入溫哥華的多諾萬律師事務所（Donovan & Company），主務原住民法律。
她於2011年溫哥華市選中代表偉景溫哥華競逐溫哥華公園及康樂局委員並告捷，首度出任民選公職，一度擔任該局主席。2014年市選她則代表偉景溫哥華競逐溫哥華市議員職務但告落選，後從2016年起出任溫市信貸董事局副主席。
溫哥華喜士定選區省議員冼崇山宣布無意競逐2020年省選後，利莎瑪贏取該選區的卑詩新民主黨候選人資格，並於省選中以60.6%得票率贏取該議席，首度晉身省議會。她於同年11月26日獲省長賀謹任命為社區發展及非牟利團體議會秘書。
尹大衛接替賀謹出任省長後，於2022年12月7日委派利莎瑪出任律政廳長，她藉此自動成為御用大律師；她是卑詩省首位南亞裔女性律政廳長。她於2024年省選中連任喜士定選區省議員，在同年11月公布的尹大衛內閣中留任律政廳長，並接替范和富出任副省長。

## 外部連結
- （英文）卑詩省議會網站 利莎瑪議員簡介 （页面存档备份，存于）